# 張禮脩
張氏 （？年—？年），字禮脩，漢中南鄭人，趙嵩之妻。

## 生平
張禮脩剛嫁給趙嵩時，婆婆既兇惡又蠻橫無理，張禮脩卻不惱怒，歸寧見父母後，張禮脩的父母詢問夫家情況，張禮脩只是引咎自責，卻不說婆婆任何壞話。婆婆知道張禮脩回娘家後的舉動後突然醒悟，從此對張禮脩慈愛有加。鄉民們都說：「做人家兒媳的就要像張禮脩那樣，還能讓兇惡的婆婆感悟，可以說是婦人的表率！」後來，張禮脩的婆婆病了，女兒前來探望，婆婆卻說：「我不需要妳來探望，我現在有賢慧的兒媳照顧就夠了。」
初平二年（西元191年），張魯等人攻下漢中，蘇固為張脩所殺。趙嵩杖劍殺入張脩營寨殺死十多人幾乎抓住張脩，後戰死。
趙嵩被殺後，張禮脩遭遇張脩軍，為了不被賊軍所侵犯，張禮脩塗花自己的臉披頭散髮宣稱自己有病，暗中將刀子藏在身上，意氣烈決，於是賊軍不敢逼迫。張禮脩獨自撫養女兒，她的叔父想讓她再嫁，張禮脩慷慨以死相逼決不再嫁。